# Liez (Vendeia)
Liez é uma comuna francesa na região administrativa da Pays de la Loire, no departamento de Vendéia. Estende-se por uma área de 8,38 km². Em 2010 a comuna tinha 282 habitantes (densidade: 33,7 hab./km²).